# Sinfonia dei giocattoli
La Sinfonia dei giocattoli (in tedesco nota come Kindersinfonie) è una composizione semplice e di carattere allegro, riconducibile al classicismo viennese.
Riguardo alla paternità, gli studiosi non sono mai stati concordi: il lavoro venne attribuito a Leopold Mozart, ma anche al suo discepolo Johann Rainprechter; perfino Joseph Haydn e suo fratello Michael fecero parte della lista dei potenziali autori. Allo stato attuale della ricerca, pare comunque che si tratti di un lavoro di Edmund Angerer (1740–1794), un monaco benedettino austriaco.
Si distingue in particolare per l'organico: alla classica orchestra sinfonica si affiancano in questo lavoro alcuni strumenti tipici dell'infanzia: tra questi, una forma speciale di rullante ed una raganella; altri imitano il canto di uccelli come il cuculo e la quaglia per divertire gli ascoltatori soprattutto giovanissimi. Si tratta di strumenti provenienti dalla zona del Berchtesgadener Land.
Nella sua versione integrale, la sinfonia dei giocattoli è articolata in sette movimenti:
1. Marcia
2. Minuetto
3. Allegro
4. Minuetto
5. Allegretto
6. Minuetto
7. Presto

Nella sua versione più celebre la composizione viene però eseguita nei tre movimenti [3] Allegro – [4] Minuetto – [7] Finale (Presto).